# Trunkdecker (Schiffstyp)

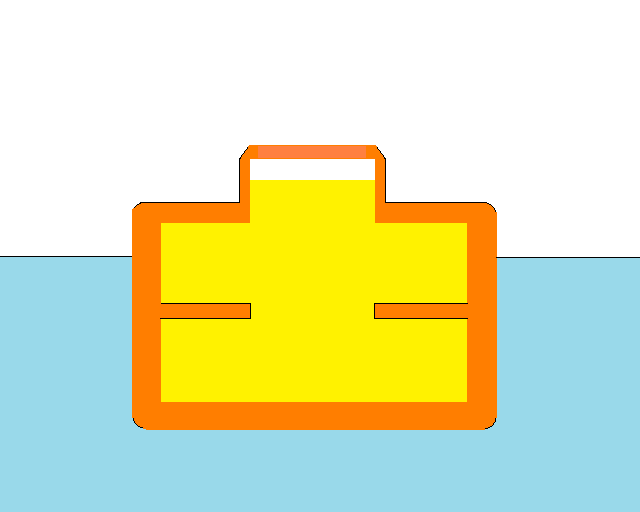
Schema der Laderaumaufteilung

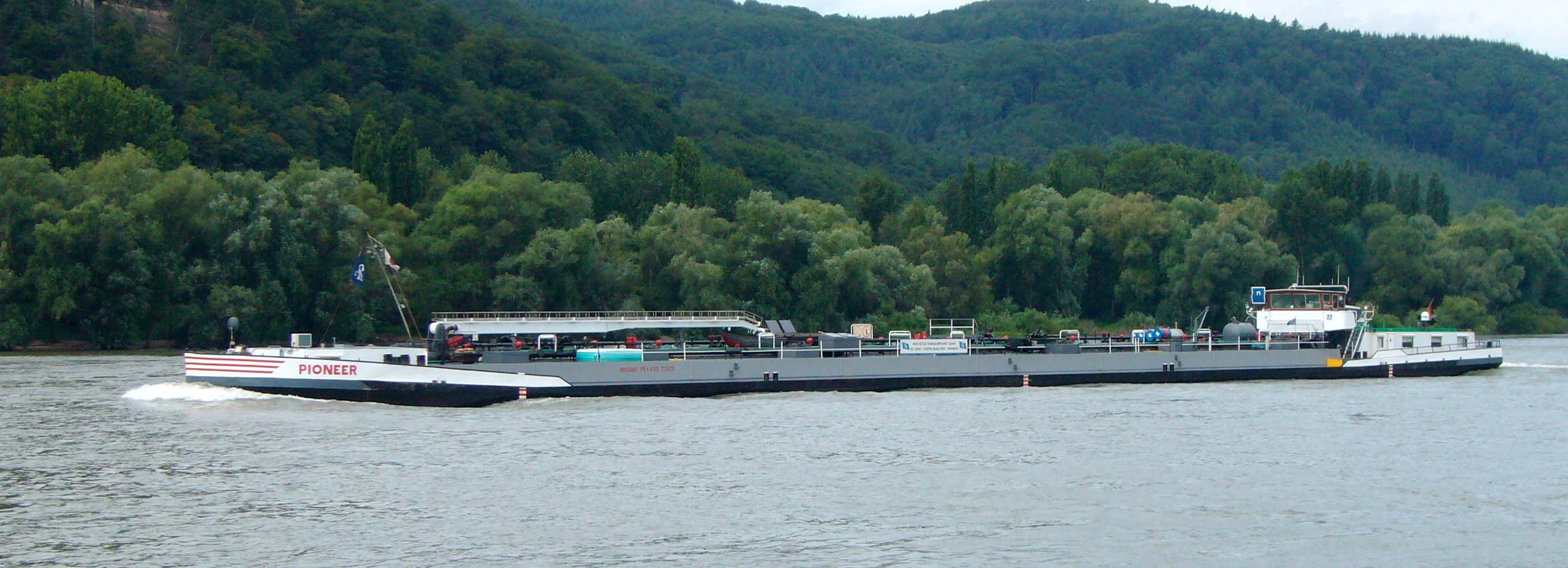
Binnentankschiff mit Trunkdeck

Der Trunkdecker, deutsch häufig auch Kofferdeckschiff oder Kofferschiff, war ein Schiffstyp für die Trampfahrt, der Ende des 19. Jahrhunderts in Großbritannien entstand. Der Name leitet sich von der Bauart des Schiffsrumpfes mit einem über die gesamte Laderaumlänge, aber nur etwa die halbe Schiffsbreite reichenden erhöhten Kastendeck (englisch Trunkdeck) ab. Das Trunkdeck dieser für die Massengutfahrt konzipierten Schiffe, welches wie ein sehr stark erhöhtes Lukensüll wirkt, verringert bei voller Beladung der Luke die Gefahr von übergehender Ladung durch die resultierende Verringerung der Ladungsoberfläche. Bekannteste Werft für Schiffe dieser Art war Ropner Shipbuilding in Stockton-on-Tees, Großbritannien, aber ebenso bekannt war die John Priestman & Company Werft Castletown Yard in Southwick, Sunderland, welche einen sehr ähnlichen Schiffstyp baute, der schiffbautechnisch ebenfalls zu den Trunkdeckern zu zählen ist.
Bei Binnentankschiffen bezeichnet man das erhöhte Deck, auf dem die Rohrleitungen und Tanköffnungen angebracht sind, als Trunkdeck.